# Верн Грант
Верн Едвін Грант (Verne Edwin Grant, 1917—2007) — американський ейдолог, ботанік та еволюціоніст. (тут є невільне зображення)
Грант народився в Сан-Франциско (Каліфорнія). У 1940 р. отримав ступінь бакалавра з ботаніки, а в 1949 р. — доктора наук з ботаніки та генетики в Каліфорнійському університеті (Берклі). Був професором ботаніки в Техаському університеті в Остіні (Austin) з 1970 по 1987 рік.
Його найперша книга «Походження адаптацій» (1963) обговорювала основні теми сучасного синтезу, такі як генетичний дрейф, способи видоутворення, природний добір та популяційна генетика. Однак Грант не описав ці механізми еволюції як «неодарвінізм» або як «синтетичну теорію еволюції», натомість назвав ці механізми «теорією причинності». За цю книгу 1964 року став лауреатом «наукової премії Фі Бета Каппа».
Ботанік-систематик Аскелл Лев (Löve, Áskell) у рецензії на книгу писав, що «Грант встиг написати текст, який, ймовірно, впливатиме на мислення в цій галузі протягом наступних десятиліть і який має розглядатися студентами як один з найбільш інформативних текстів на цю тему серед усіх текстів, коли-небудь написаних».

## Публікації
Для позначення цієї людини як автора при посиланні на ботанічні назви використовується запис «V.E.Grant».
- «Витоки адаптацій» (The Origins of Adaptations, 1963)
- «Архітектура зародкової плазми» (The Architecture of the Germplasm, 1964)
- «Видоутворення у рослин» (Plant Speciation, 1971)
- «Генетика квіткових рослин» (Genetics of Flowering Plants, 1975)
- «Еволюція організмів» (Organismic Evolution, 1977)
- «Еволюційний процес: критичний огляд еволюційної теорії» (The Evolutionary Process: A Critical Review of Evolutionary Theory, 1985)